# Musab Kheder
 (novembre 2022).
Si vous disposez d'ouvrages ou d'articles de référence ou si vous connaissez des sites web de qualité traitant du thème abordé ici, merci de compléter l'article en donnant les références utiles à sa vérifiabilité et en les liant à la section « Notes et références ».
Musab Kheder (en arabe : مصعب خضر), né le 26 septembre 1993 à Khartoum au Soudan, est un footballeur international qatarien, qui évolue au poste d'arrière droit avec l'Al-Sadd SC.

## Biographie

### Carrière en club
Né à Khartoum au Soudan, Musab Kheder est formé par l'Al-Sadd SC. C'est avec ce club qu'il fait ses débuts en professionnel, jouant son premier match le 17 janvier 2014, lors d'une rencontre de championnat face à l'Al-Ahli SC. Titulaire ce jour-là, les deux équipes se neutralisent sur le score de zéro à zéro.
Il atteint les quarts de finales de la Ligue des champions d'Asie en 2014 avec l'équipe d'Al-Sadd, en étant battu un but à zéro sur l'ensemble des deux rencontres par le club saoudien de l'Al-Hilal FC. Il est titulaire lors du match aller (défaite 0-1) et remplaçant lors du match retour (match nul 0-0),.
Il inscrit son premier but le 7 mars 2015 contre l'Al-Ahli SC. Lors de cette rencontre, les deux équipes se quittent dos à dos sur le score de trois buts partout.
Le 24 janvier 2017, il est prêté à l'Al-Rayyan SC. Kheder joue sa première rencontre pour Al-Rayyan quatre jours plus tard contre l'Al-Kharitiyath SC. Titulaire, son équipe s'impose un but à zéro.
Le 6 janvier 2019, il est prêté à l'Al-Arabi SC. Le Qatarien joue son premier match pour ce club le 14 février 2019 contre sa précédente équipe, l'Al-Rayyan SC. Également titulaire, Al-Arabi s'incline trois buts à un.

### Carrière internationale
Il reçoit sa première sélection en équipe du Qatar le 9 mars 2017, contre l'Azerbaïdjan. Lors de cette rencontre amicale, le Qatar s'incline sur le score de deux buts à un.
Le 1er juillet 2021, il est retenu par le sélectionneur Félix Sánchez Bas afin de participer à la Gold Cup, organisée aux États-Unis. Lors de cette compétition, il est remplaçant et joue un match, contre le Panama. Le Qatar s'arrête en demi-finales, battu un but à zéro par les États-Unis.
Le 11 novembre 2022, il est sélectionné par Félix Sánchez Bas pour participer à la Coupe du monde 2022.